# Carol Martin (Leichtathletin)
Carol Martin (* 19. April 1948) ist eine ehemalige kanadische Diskuswerferin, Kugelstoßerin und Speerwerferin.

## Leben und Karriere
1966 gewann sie bei den British Empire and Commonwealth Games in Kingston Bronze im Diskuswurf und wurde Siebte im Kugelstoßen. Im Jahr darauf holte sie bei den Panamerikanischen Spielen 1967 in Winnipeg Silber im Diskuswurf. 1970 gewann sie bei den British Commonwealth Games in Edinburgh erneut Bronze im Diskuswurf; im Speerwurf wurde sie Sechste und im Kugelstoßen Zehnte. Nach Bronze im Diskuswurf bei den Panamerikanischen Spielen 1971 in Cali errang sie bei den British Commonwealth Games 1974 abermals Bronze im Diskuswurf und wurde Elfte im Kugelstoßen.
Viermal (1967, 1968, 1969, 1972) wurde Martin kanadische Meisterin im Diskuswurf, außerdem gewann sie zwischen 1964 und 1974 acht Silber- und drei Bronzemedaillen bei den nationalen Meisterschaften im Diskuswurf, Kugelstoßen und Speerwurf.
Im Jahr 1975 erwarb Martin an der York University einen Bachelor of Arts (B.A.) und schloss sieben Jahre später die Sutherland Chan School of Massage ab. Seit 1989 arbeitet sie mit dem International Network of Esoteric Healing zusammen. Sie lebt in Barrie.

## Persönliche Bestleistungen
- Kugelstoßen: 14,81 m, 16. Juli 1966, Edmonton
- Diskuswurf: 56,60 m, 29. August 1974, Winnipeg